# 관광지

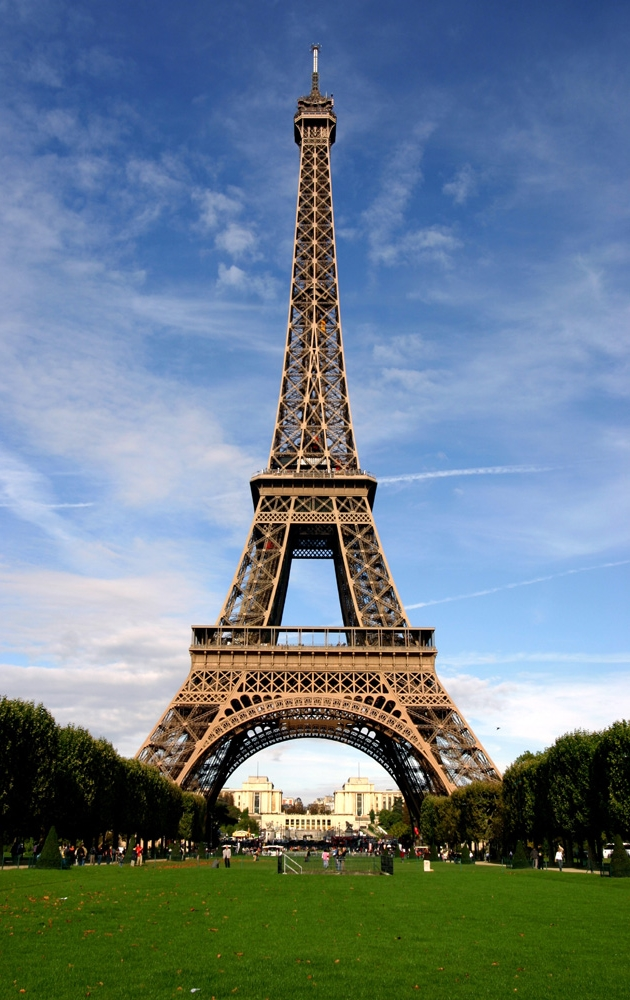
프랑스 파리의 에펠탑

관광지(観光地) 또는 여행지(旅行地, 문화어: 려행지)는 관광, 여행, 유람에서 역사, 문화, 자연 경관 등의 관광 자산을 가지고 있고, 교통 기관과 숙박 시설 등 관광객을 유치 할 수 있는 역사유적지, 경관자연지, 유원지, 놀이공원, 온천지 등을 말한다. 이들 지역은 대부분은 산, 해안 등에 집중되어 있으며, 관광객으로부터 얻는 소득이 지역 경제의 기반이 되고 있다. 관광지의 대부분은 관광 협회 등의 단체에서 자연 경관 유지와 역사 탐방 안내, 숙박 안내, 지역의 쓰레기 수거 등 각종 정비 사업을 실시하고 있다.

## 같이 보기
- 관광지 목록
  - 대한민국의 관광지 목록
  - 일본의 관광지 목록
- 일본의 관광
- 대한민국의 관광
- 관광 도시
- 관광 협회
- 관광학
- 관광
- 관광 가이드
- 여행